# Distraction
Distraction is een Brits spelprogramma dat ook in Canada (Comedy Network) en de Verenigde Staten (Comedy Central) uitgezonden wordt, en gepresenteerd wordt door Jimmy Carr. In het programma moeten deelnemers vragen beantwoorden, terwijl ze op allerlei bizarre, pijnlijke en vernederende manieren afgeleid ("distracted") worden. BNN maakte een door Ruben Nicolai gepresenteerde Nederlandse versie van het programma onder de titel Rat van Fortuin.
Het programma liep in het Verenigd Koninkrijk twee seizoenen, het eerste vanaf 31 oktober 2003. He concept werd later verkocht werd aan het Amerikaanse Comedy Central, alwaar het ook twee seizoenen liep. Jimmy Carr presenteerde zowel de Britse als de Amerikaanse versie.